# كيث سميث (لاعب كرة سلة)
كيث سميث (9 مارس 1964 في الولايات المتحدة - ) (بالإنجليزية: Keith Smith)‏ هو لاعب كرة سلة أمريكي في مركز هجوم خلفي. لعب مع ميلووكي باكز.

## وصلات خارجية
- كيث سميث على موقع إن بي أي (الإنجليزية)
- كيث سميث على موقع سبورتس رفرنس (الإنجليزية)
- كيث سميث على موقع كلية كرة السلة في سبورتس رفرنس.كوم (الإنجليزية)
- كيث سميث على موقع ريلجم (الإنجليزية)
- كيث سميث على موقع بروبوليرز (الإنجليزية)